# Alcoholaccijns
Alcoholaccijns is de verbruiksbelasting die geheven wordt over alcoholhoudende dranken. Doel ervan is het ontmoedigen van alcoholgebruik en het verschaffen van inkomsten aan de staat. De hoogte van de accijns is afhankelijk van het soort product. Deze worden onderverdeeld in bier, wijn, tussenproducten en overige alcoholhoudende producten.

## Alcoholaccijns in Nederland

### Bier
Voor bier zijn er vier categorieën accijnstarieven. Niet het alcoholgehalte is bepalend voor het tarief, maar het stamwortgehalte. Dit is het gehalte van opgeloste stoffen die in het stamwort van het bier zitten, plus het gehalte van de stoffen die na de gisting aan het bier zijn toegevoegd. Het stamwortgehalte wordt uitgedrukt in percenten Plato:
| Categorie | ° P (Nederland) | typering          |
| --------- | --------------- | ----------------- |
| S         | 15 en hoger     | "speciale" bieren |
| I         | 11 - 15         | o.a. pils         |
| II        | 7 - 11          |                   |
| III       | 1 - 7           | tafelbier         |

Bier wordt pas als bier gezien als het meer dan 0,5% alcohol bevat. Bevat het minder dan 0,5% alcohol dan wordt het gezien als een alcoholvrije drank waarvoor geen accijns maar wel een verbruiksbelasting op alcoholvrije dranken moet worden betaald.
Voor brouwerijen die minder dan 20 miljoen liter bier per jaar produceren, gelden iets lagere tarieven voor de categorieën I-III.

### Wijn
Ook voor wijn gelden twee accijnstarieven. Deze tarieven zijn afhankelijk van het alcoholpercentage. Voor mousserende wijn gelden geen hogere tarieven meer sinds 1 januari 2017.

### Tussenproducten
Tussenproducten is een aparte categorie voor de alcoholaccijns. Hieronder vallen producten die geen bier, maar ook geen wijn zijn zoals port, sherry en vermout. Ook bij tussenproducten is het belangrijk of het product mousserend of niet-mousserend is. Als een product meer dan 22% alcohol bevat, valt het onder overige alcoholhoudende dranken.

### Overige alcoholhoudende producten
Onder overige alcoholhoudende producten vallen gedestilleerde dranken en pure alcohol. Ook dranken met een alcoholpercentage van meer dan 1,2 die niet vallen onder wijn, bier of tussenproducten horen hierbij. Voor deze categorie geldt het hoogste accijnstarief.

### Tarieven in Europees Nederland
Voor Europees Nederland gelden sinds 1 januari 2017 de volgende tarieven:
| Soort product                                                            | Accijns per 100 liter |
| ------------------------------------------------------------------------ | --------------------- |
| Bier tot 7° Plato (~2,3% alc.)                                           | €8,83                 |
| Bier 7-11° Plato (~2,3-3,7% alc.)                                        | €28,49                |
| Bier 11-15° Plato (~3,7-5% alc.)                                         | €37,96                |
| Bier meer dan 15° Plato (~5% alc.)                                       | €47,48                |
| Wijn, mousserend en niet-mousserend, tot 8,5% alcohol                    | €44,24                |
| Wijn, mousserend en niet-mousserend, meer dan 8,5% alcohol               | €88,30                |
| Mousserende en niet-mousserende tussenproducten tot 15% alcohol          | €105,98               |
| Mousserende en niet-mousserende tussenproducten meer dan 15% alcohol     | €149,30               |
| Overige alcoholhoudende producten (per volume procent alcohol bij 20 °C) | €16,86                |

### Tarieven in Bonaire
Voor Bonaire gelden sinds 1 januari 2013 de volgende tarieven:
| Soort product                                                  | Accijns per 100 liter |
| -------------------------------------------------------------- | --------------------- |
| Bier                                                           | US$67,04              |
| Wijn                                                           | US$128,50             |
| Overige alcoholhoudende producten (per volume procent alcohol) | US$12,85              |

## Tarieven in België
Voor België gelden sinds 1 november 2015 de volgende tarieven:
| Soort product                                         | Accijns per 100 liter |
| ----------------------------------------------------- | --------------------- |
| Bier (per graad Plato)                                | € 2,0043              |
| Niet-mousserende wijn tot 8,5% alcohol                | € 23,9119             |
| Niet-mousserende wijn meer dan 8,5% alcohol           | € 74,9086             |
| Mousserende wijn tot 8,5% alcohol                     | € 23,9119             |
| Mousserende wijn meer dan 8,5% alcohol                | € 256,3223            |
| Niet-mousserende tussenproducten tot 15% alcohol      | € 118,5944            |
| Niet-mousserende tussenproducten meer dan 15% alcohol | € 157,7792            |
| Mousserende tussenproducten                           | € 256,0948            |
| Ethylalcohol (bij 20 °C)                              | € 2992,7928           |